# Kettensteg (Passau)
Der Kettensteg war eine Fußgängerbrücke über die Donau in Passau.
Mitte des 19. Jahrhunderts war die Maxbrücke die einzige Donaubrücke in Passau. Diese lag mehr als einen Kilometer oberhalb des Dreiflüsseecks. Um eine kürzere Verbindung zwischen Altstadt und der Ilzstadt herzustellen, sollte ein Kettensteg gebaut werden, der vom Ilzdurchbruch direkt in die Altstadt führen sollte. Es gab auch schon zu diesem Zeitpunkt Stimmen, die den Bau einer für Fuhrwerke geeigneten Brücke forderten, um eine bessere Anbindung des Bayerischen Waldes zu ermöglichen.
Der Steg wurde von Passauer Bürger initiiert und Anfang des Jahres 1868 genehmigt. Zum Bau und Betrieb des Kettenstegs wurde am 1. Dezember 1868 die Passauer-Kettensteg-Aktien-Gesellschaft mit einem Grundkapital von 80.000 fl gegründet. Zur Finanzierung wurde eine Maut erhoben.
Die Bauarbeiten begannen im zweiten Halbjahr 1868. Der Steg wurde am 26. September 1869 eröffnet. Getragen wurde die Brücke von zwei Kabeln mit je 27 cm Durchmesser. Jedes davon wurden aus 1996 Drähten von je 3,41 mm Dicke vor Ort aufgebaut. Ein als Salzstadel errichtetes Gebäude in der Bräugasse wurde als Kopfbau auf der Altstadtseite umgebaut. Die mit Granitquadern verblendeten Pylonen in der Fassade sind noch vorhanden und stehen unter Denkmalschutz. Das Gebäude selbst ist heute Teil eines Studentenwohnheimes. Auf der anderen Donauseite wurden die Seile am Hang oberhalb der Veste Niederhaus befestigt. Oberhalb des Ilzdurchbruchs sind heute davon noch Reste zu erkennen.

Anfang 1909 wurde beschlossen eine neue Brücke über die Donau zu errichten. Die Kabel des Stegs waren teilweise schon durchgerostet und es gab den Wunsch nach einer befahrbaren Brücke. Als Ersatz für den Steg wurde etwa 80 m flussaufwärts die Luitpoldbrücke gebaut, die ebenfalls als Hängebrücke ausgeführt wurde.

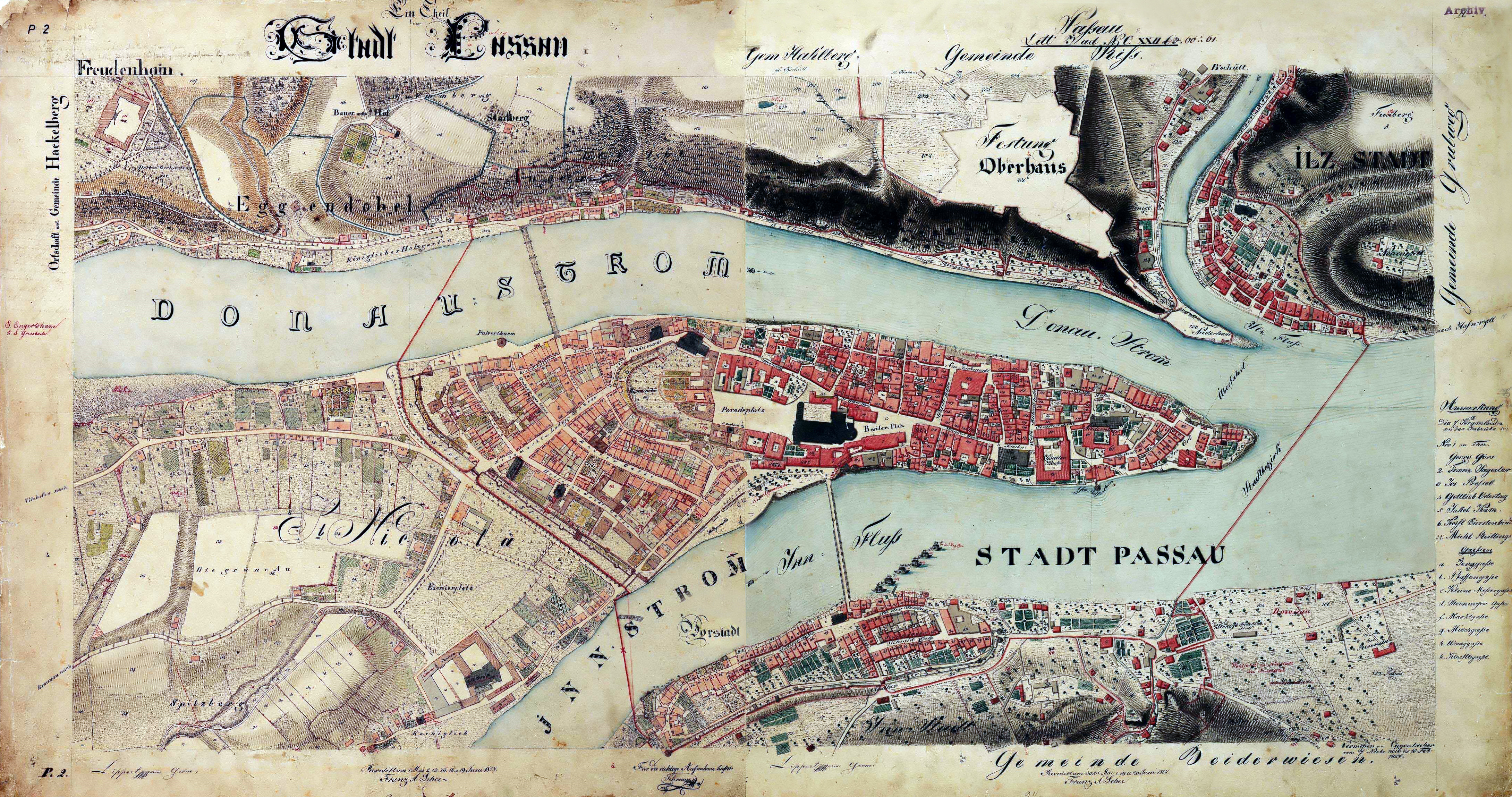
Karte von Passau um 1827. Die Ilzstadt ist auf kurzem Wege nur durch eine Fähre erreichbar
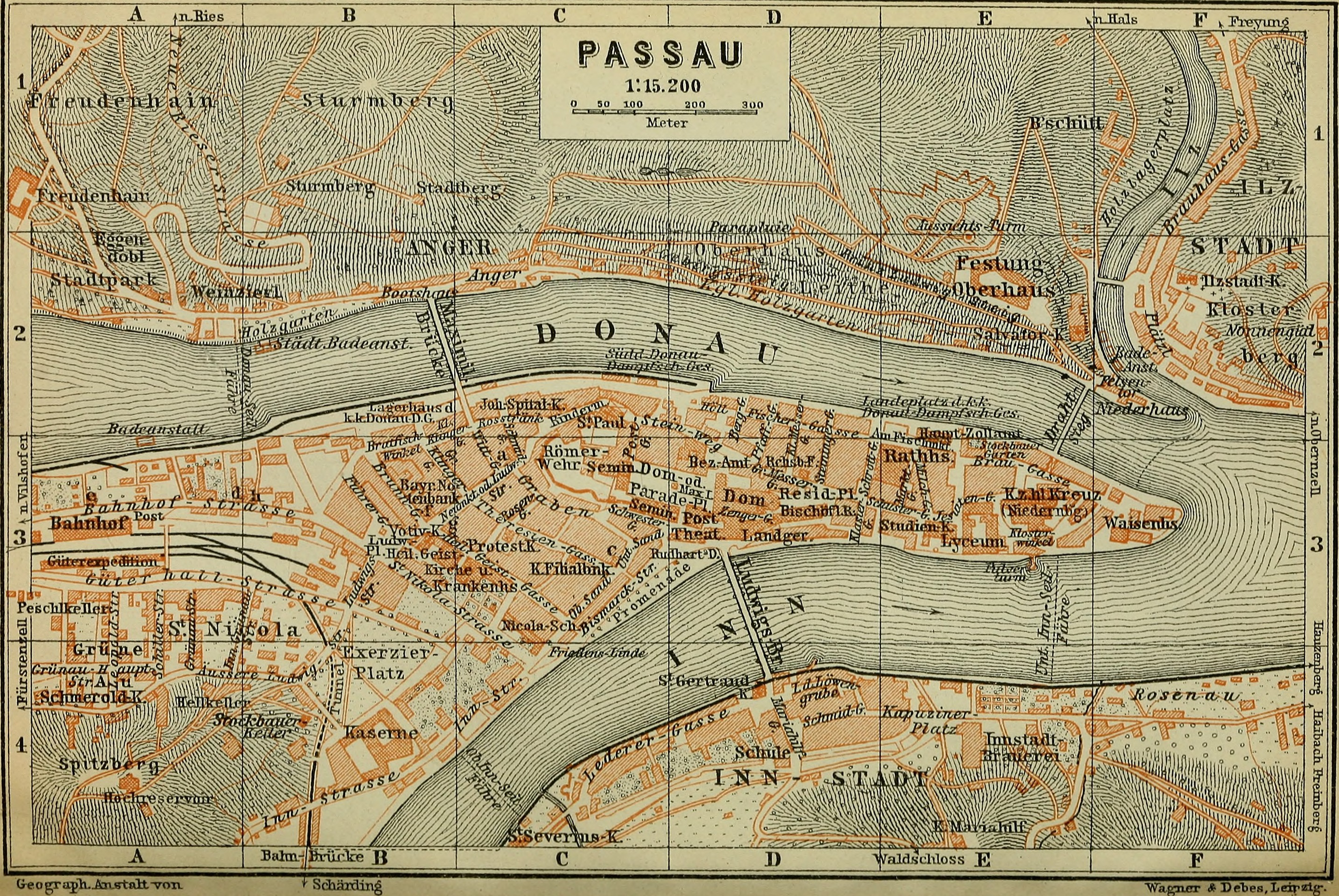
Karte der Brücken in Passau Anfang des 20. Jahrhunderts
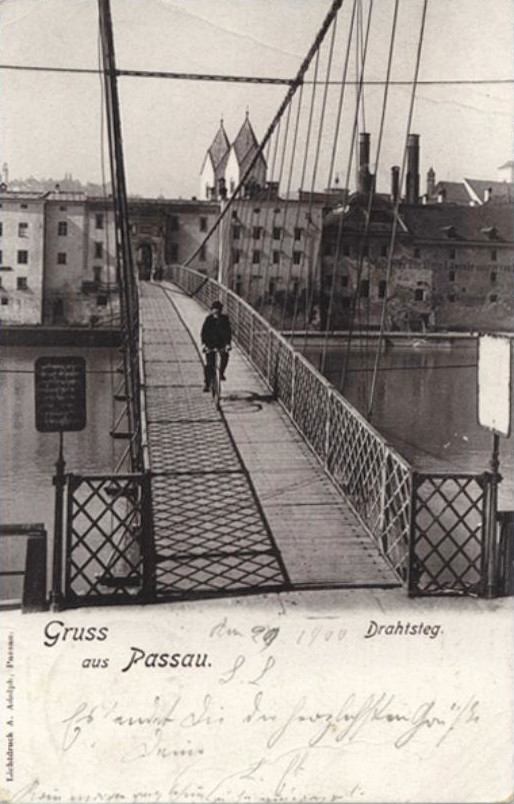
Blick Richtung Altstadt
Kettensteg bei Hochwasser mit der Veste Niederhaus im Hintergrund
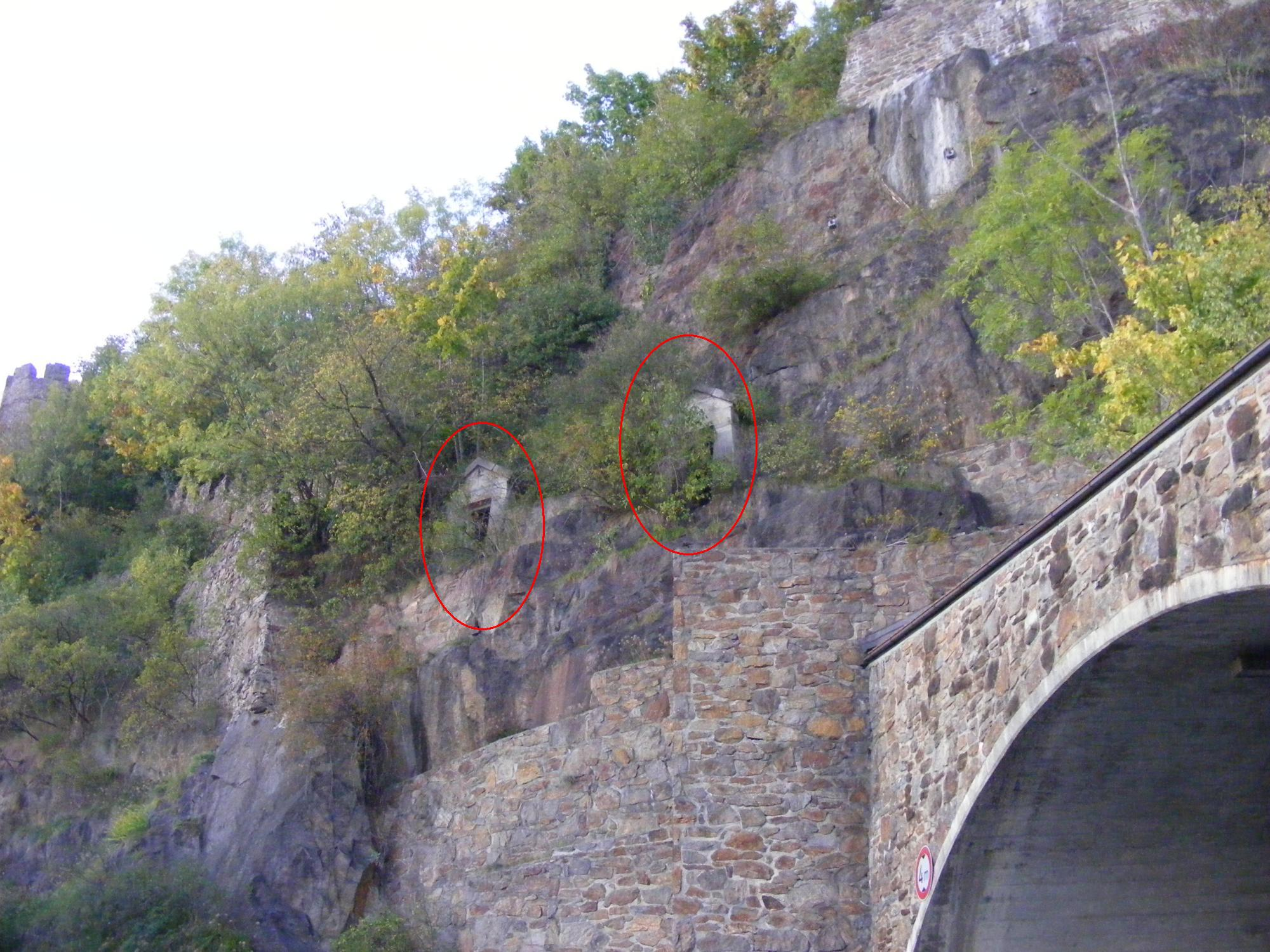
Befestigungspunkte an den Felsen oberhalb der Donau
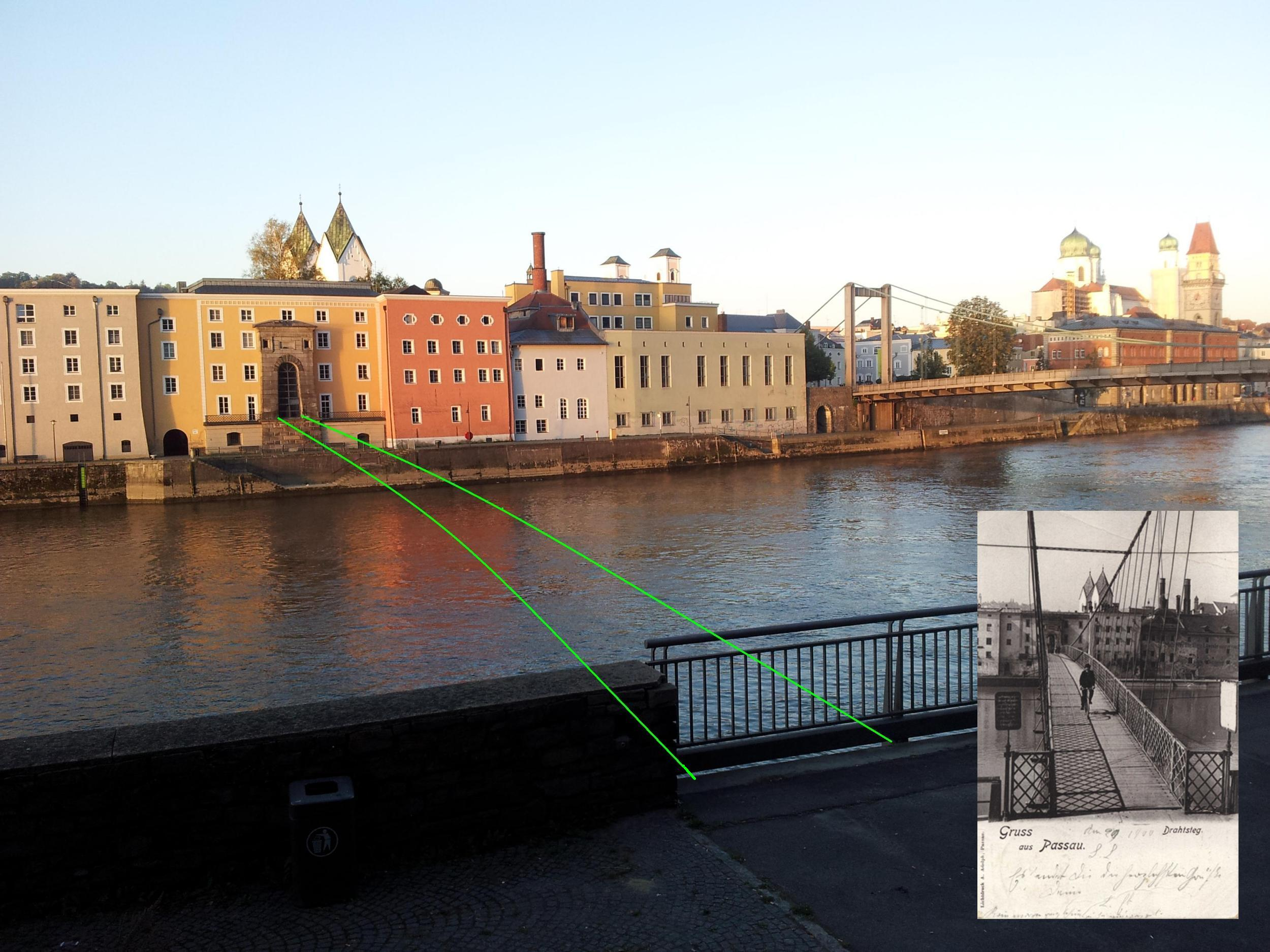
Noch vorhandene Pylonen im Gebäude an der Bräugasse